# Agrilus cuprescens
Agrilus cuprescens es una especie de insecto del género Agrilus, familia Buprestidae, orden Coleoptera. Fue descrita por Ménétriés, 1832.
Es originario del Paleártico donde está muy difundido. Ha sido introducido accidentalmente en Estados Unidos desde 1923. Se alimenta de Rosa (rosas), Rubus (frambuesas), Ribes (grosellas).